# Metandrocarpa reducta
Metandrocarpa reducta är en sjöpungsart som beskrevs av Monniot 1988. Metandrocarpa reducta ingår i släktet Metandrocarpa och familjen Styelidae. Inga underarter finns listade i Catalogue of Life.